# Faith: The Unholy Trinity
Faith es un videojuego de terror y supervivencia desarrollado por Airdorf Games para Windows. El juego consta de tres capítulos: los dos primeros fueron autoeditados por Airdorf Games en octubre de 2017 y febrero de 2019 respectivamente, mientras que el tercero fue publicado por New Blood Interactive en octubre de 2022 como parte de Faith: The Unholy Trinity. Esta última entrega se trata de una recopilación de los tres capítulos más algunas características adicionales.
La historia del juego está inspirada en el Pánico Satánico de los años 1980 y 1990, cuando se hicieron acusaciones de acoso físico y sexual en nombre de Satanás contra maestros, escuelas, juegos de rol de mesa, compañías de juguetes, músicos de heavy metal y compañías de cine y televisión.
El juego tiene el estilo de los juegos de computadora de 8 bits de principios de la década de 1980, como los que se encuentran en la consola Atari 2600, en el sistema operativo MS-DOS o en las computadoras Apple II y ZX Sprectrum. Aunque la mayor parte del juego se presenta en una pantalla isométrica de baja velocidad de cuadros, se utilizan varias escenas rotoscópicas a lo largo de cada capítulo.
El juego recibió críticas positivas, siendo elogiado por su estilo visual único, su narración atmosférica y la capacidad de evocar una sensación nostálgica por los juegos de terror clásicos.

## Jugabilidad
Los jugadores controlan a un sacerdote que primero intenta completar un exorcismo fallido y luego trata de impedir la invocación de un poderoso demonio. El arma principal del jugador es un crucifijo, que daña y ralentiza a los enemigos cuando se sostiene en alto. También puede exorcizar objetos poseídos, los cuales suelen revelar notas que amplían la trama del juego o que proporcionan pistas relacionadas con los acertijos que se encuentran a lo largo del mapa.
Por su parte, gran parte del diálogo se presenta a través de un sintetizador de habla (BETTER SAM) propio de los años 80, con algunas líneas de voz y efectos de sonido tomados de fenómenos de voz electrónica (EVP) reales y grabaciones de exorcismos procesados a través de esos mismos programas. La música es una combinación de música original y piezas preexistentes, como la Sonata Claro de Luna de Ludwig van Beethoven y las Gnossiennes de Erik Satie.

## Argumento

### Capítulo I
El 21 de septiembre de 1987, el sacerdote católico John Ward regresa a la residencia de los Martin en la zona rural de Sterling, Connecticut, para terminar el exorcismo fallido de Amy Martin, de 17 años. Exactamente un año antes, Amy mató a sus padres y al superior de John, el padre Allred, durante el ritual de exorcismo, y John quedó traumatizado por el suceso. Amy fue encarcelada en el Instituto Psiquiátrico de Yale por aquellos asesinatos, pero escapó nueve días antes del regreso de John. Mientras éste se acerca a la casa a través de los bosques que la rodean, es acechado por un monstruo humanoide pálido al que repele con su crucifijo.
Al entrar en la casa, John encuentra a Amy en el desván. No consigue terminar el exorcismo y Amy se lanza por una ventana y huye hacia el bosque. John encuentra entonces una pistola con una sola bala y un mensaje, el cual lleva escrito de revés con sangre: "MÁTALA" (Amy).
Al disparar a cualquiera de los siguientes cinco objetivos con la pistola hará que el capítulo concluya con un final diferente:
1. Matar a Amy hace que John sea arrestado por asesinato y acusado de hacerse pasar por sacerdote.
2. Disparar a una figura sombría próxima a un cobertizo hace que John caiga en una emboscada del monstruo pálido.
3. Disparar al ciervo hace que John sea asesinado por un segundo ciervo.
4. Disparar al cadáver de un zorro aparentemente abandonado en un lugar ritual acaba con que John sea capturado y posiblemente sacrificado por los cultistas.
5. Disparar al monstruo pálido (que aparece cerca del coche si no se dispara a ninguno de los objetivos mencionados) hace que retroceda lentamente por la carretera antes de ser atropellado por un camión que pasaba por allí.

Al provocar este último final, los restos del monstruo serán encontrados por las autoridades quienes, desconcertados, los reportan como un chupacabras, a lo que John comenta que no sabe cómo explicar lo sucedido en la casa de los Martin, pero que debe tener fe en que hizo lo correcto.

### Capítulo II
El capítulo comienza cuando otro sacerdote, el padre García, intenta realizar un exorcismo a un adolescente al que mantiene cautivo llamado Michael Davies, que resulta ser el monstruo pálido del primer capítulo. Éste se libera de sus ataduras antes de que García pueda completar el exorcismo y escapa tras matar y comerse parcialmente a un transeúnte.
El jugador retoma entonces el control de John Ward, semanas después del quinto final del capítulo I. John está sufriendo una crisis de fe debido a los sucesos de la casa de los Martin, pero aun así viaja al cementerio de Gallup, en Connecticut, para investigar una actividad inusual. Lo atraviesa mientras es perseguido por extrañas criaturas, entre ellas Amy Martin, que lo afligen con terroríficas visiones y torturas, antes de encontrarse con un santuario cultista escondido en las alcantarillas. Tras entrar en él y ser atacado por una anciana encapuchada, aparece el padre García pidiendo ayuda a John para derrotarla. Después de una embestida (en la que el padre García puede morir si no está protegido, lo que hace que el final del capítulo cambie ligeramente), la mujer se transforma en un horrible demonio. En ese momento, John despierta en su cama, revelando que su reciente aventura fue todo un sueño. Allí lee una carta del padre García en la que le pide que le ayude a detener la inminente invocación de un poderoso demonio.
Un tercer final del capítulo es posible, si el jugador cumple ciertos objetivos, como por ejemplo dibujar un pentagrama entre un conjunto de rocas con sangre, que termina con John convertido en un recipiente para un ser conocido como el Indescriptible.

### Capítulo III
El tercer capítulo tiene lugar entre el 28 de octubre y la medianoche de Halloween, 31 de octubre.
El 28 de octubre, John recibe una carta del padre García pidiéndole que investigue la clínica en la que Amy Martin trabajó como voluntaria y donde comenzó su posesión. Aunque la encuentra abandonada, John entra en ella. Mientras está allí, es atacado por una criatura humanoide mutilada, que le deja inconsciente y es atado a una camilla. Después, John logra escapar de la criatura y es liberado por un agente de policía que se encontraba cerca del edificio. Cuando intentan marcharse, la criatura ataca de nuevo, y los dos trabajan juntos para matarla utilizando la cruz de John y la pistola del agente. John puede marcharse en este punto o puede volver al sótano de la clínica y resolver un puzzle para luchar contra un jefe secreto conocida como la Madre, quien aparece en compañía de sus hijos. Al hacerlo, se revela la conexión de la clínica con un hombre llamado Gary y su secta, responsables de la posesión de Amy y quienes desean invocar a un demonio llamado Malphas en un evento conocido como el Sabbat Profano.
El 29 de octubre, John acude a un edificio de apartamentos de New Haven para ayudar a una mujer llamada Lisa, su amiga de la infancia, que le había estado enviando cartas pidiéndole ayuda. Encuentra el edificio vacío, pero pronto se entera de que es una base de operaciones de la secta y un posible lugar de invocación de Malphas. Tras deshacer un sello mágico que le impedía entrar en la habitación de Lisa, descubre que ésta ha sido poseída por un demonio llamado Alû. John lucha y consigue expulsarlo, aunque Lisa puede morir en el proceso. En caso de no hacerlo, ella informa a John de que Gary Miller es el líder de la secta y le pide que lo detenga.
Si el jugador cumple ciertas condiciones, desbloqueará un segundo jefe secreto llamado Tiffany, también conocida como la Hija. Se trata de una miembro de la secta que renunció al dominio de Gary e intentó convertirse en un receptáculo demoníaco por su cuenta, aunque fue rechazada. También se desbloqueará un piso secreto del edificio de apartamentos, revelando que un inquilino del apartamento había estado recogiendo cadáveres, posiblemente para revivir a su hijo muerto.
El 30 de octubre, el padre García le pide a John que investigue una guardería cercana donde los niños han estado actuando de forma extraña, creyendo que está conectada de alguna manera con el culto de Gary. John encuentra la guardería rodeada por la policía, si bien consigue colarse. Aunque los niños ya no están, encuentra dibujos que sugieren la influencia del culto de Gary y un pasadizo secreto bajo la escuela. Éste conduce a una extensa fortaleza de la secta, llena de sectarios transformados en criaturas demoníacas. Mientras la explora, John es emboscado por Gary y le inyectan una sustancia alucinógena para luego despertar en lo más profundo de la fortaleza. Aquí, John puede invocar al tercer jefe secreto, el Espíritu Impío (en inglés, Unholy Spirit), que adopta la forma de una cabeza flotante; John puede evitarlo mientras le acecha o destruirlo.
Finalmente, John entra en el corazón de la fortaleza y se enfrenta al propio Gary, que le revela que su verdadero objetivo es invocar al Anticristo. John y Gary luchan, resultando John victorioso. Entonces, el padre García llega con una escopeta y obliga a Gary a retirarse. John y García le persiguen y encuentran la entrada al Crisol, que es la fuente de poder del culto, y un sello sagrado.

### Finales

#### Primer final
Este ocurre si el jugador no derrotó a los tres jefes secretos que componen la Trinidad Profana (en inglés, Unholy Trinity), siendo aquéllos la Madre, la Hija y el Espíritu Profano. Al entrar, John y García encuentran el Crisol sellado. John fortalecerá el sello, sellando a Gary y a los demonios dentro del crisol. El padre García le pide a John que se una a él como aprendiz para poder entrenarle para combatir a Gary cuando éste inevitablemente regrese, a lo que John expresa dudas sobre sus propias habilidades. Este final tiene dos variantes basadas en cómo haya actuado John:
1. Si John salvó a Lisa, García tranquiliza a John y lo convence de unirse a él.
2. Si John no pudo salvar a Lisa, García lo obliga a unirse apuntándole con una pistola.

#### Segundo final
Si el jugador derrotó a la Trinidad Profana, el Crisol estará desprotegido. John entra y encuentra a Gary, ahora terriblemente deformado, frente a un esqueleto humano. Explica que el esqueleto es su madre, quien intentó completar el Sabbat Profano, pero fracasó. Gary ataca a John una vez más, esta vez fusionándose con otro demonio (que se supone que es Malphas) y el cuerpo de su madre para formar un poderoso monstruo. John derrota a este demonio usando su crucifijo y quema el cuerpo de la madre. Luego de esto, aparece Amy Martin y Gary la recibe con reverencia, ya que ella es el recipiente previsto para el Sabbat Profano. Sin embargo, el demonio que posee a Amy le acusa de fracaso por no haber provocado la segunda muerte y le arrastra al infierno. Luego, el alma de Amy regresa y John se disculpa con Amy por huir y no poder salvarla. Ella lo perdona y le pide que complete el exorcismo, permitiéndole ascender al cielo y concediéndole así el descanso eterno. Con su fe en el Señor ahora restaurada, John abandona la guardería y descubre que el resto del culto ha muerto en un tiroteo con la policía. Finalmente, éste puede optar por aprender el arte de cazar demonios con el padre García, o abandonar la ciudad con Lisa (si sobrevivió) e intentar vivir una vida normal.

#### Tercer final
Este final es posible si John regresa a casa cada noche antes de completar los eventos respectivos a esa noche. Si lo hace, el Sabbat Profano se lleva a cabo sin obstáculo alguno y los cultistas y Amy lo emboscan en su casa. John va de regreso a la casa de los Martin, ahora decadente, antes de encontrar un círculo ritual y arrodillarse ante él. Amy y Michael Davies aparecen y lo mantienen en su lugar mientras una mano gigante lo arrastra. Se muestra que la casa ha desaparecido y la pantalla se vuelve negra, mostrando las palabras "damnatio memoriae".

## Lanzamiento
El primer capítulo se publicó en itch.io el 4 de octubre de 2017.El segundo capítulo se publicó el 22 de febrero de 2019.En noviembre de 2019, el desarrollador Airdorf Games y el editor New Blood Interactive anunciaron Faith: The Unholy Trinity, una recopilación de los dos primeros capítulos junto con el lanzamiento más reciente, el tercer capítulo. Al mismo tiempo, el primer capítulo fue lanzado en Steam como una demostración de The Unholy Trinity.The Unholy Trinity se lanzó para Windows a través de itch.io y Steam el 21 de octubre de 2022,e incluye nuevas funciones como filtros de pantalla alternativos y un modo "turbo" que aumenta la velocidad del juego.Las versiones de consola se mencionaron junto con Windows en el anuncio de The Unholy Trinity,y el trabajo para una versión de Nintendo Switch comenzará en febrero de 2023.El 1 de enero de 2024 comenzó la preproducción del cuarto capítulo.

## Recepción
La acogida de Faith ha sido positiva.Noa Smith de Rock, Paper, Shotgun lo calificó como "uno de esos pequeños tesoros con los que te topas en tu borrachera de terror mensual".Un periodista del Datebook de San Francisco Chronicle elogió el uso de gráficos retro y escribió que "la aceleración repentina al movimiento total de la animación entrecortada de dos fotogramas es lo suficientemente discordante como para asustar de un salto, pero aún lo suficientemente vacía como para que los jugadores se vean obligados preguntar qué es lo que los está atacando".Fue incluido en los 18 mejores juegos de terror de 2017 de IGN.